# Patrick Demarchelier

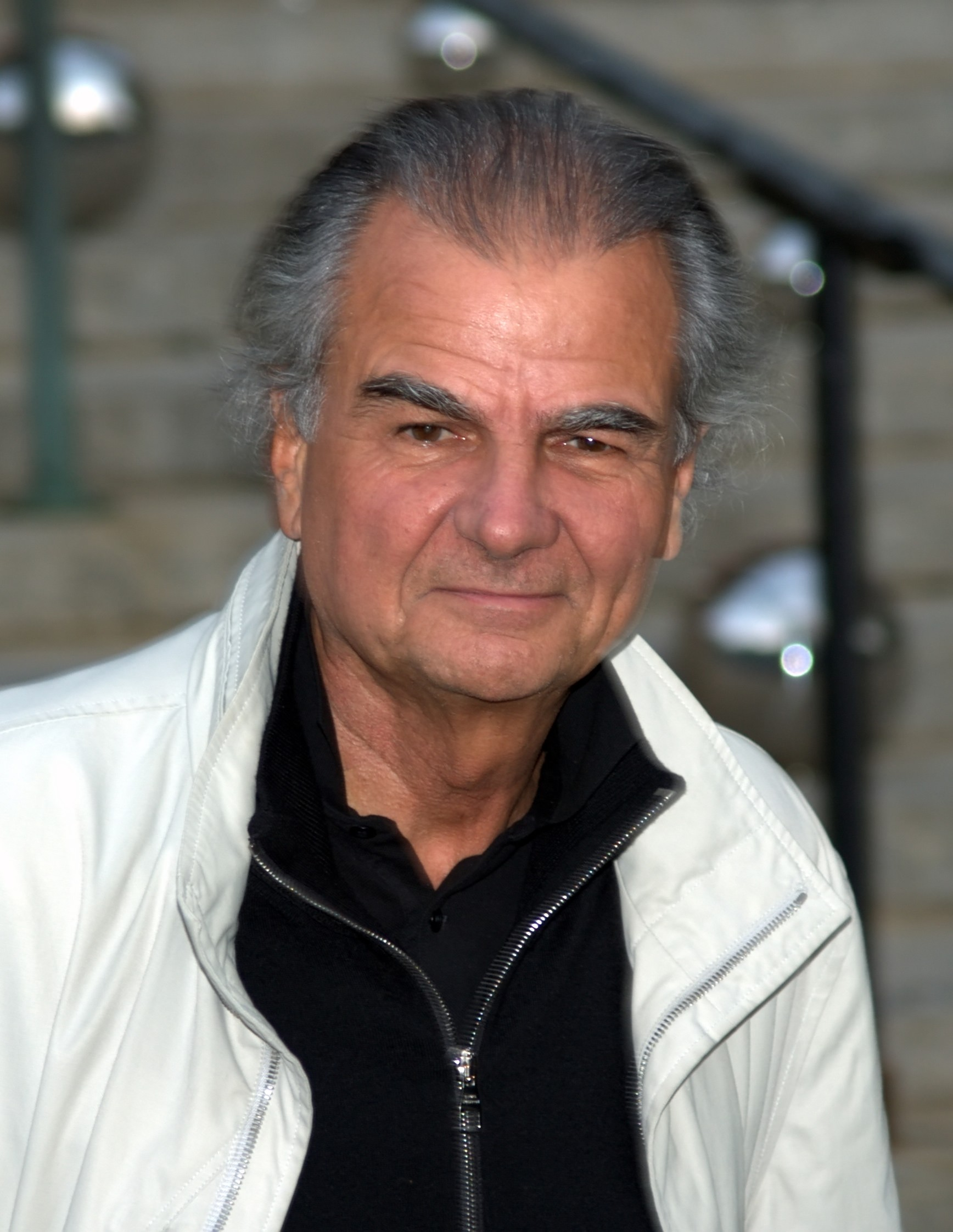
Demarchelier (2010)

Patrick Demarchelier (* 21. August 1943 in Le Havre; † 31. März 2022 in New York) war ein französischer Fotograf, der insbesondere für sein Schaffen im Bereich der Modefotografie bekannt wurde.

## Kindheit, Jugend, erste Berufserfahrungen
Patrick Demarchelier wurde 1943 nahe Paris geboren und verbrachte seine Kindheit mit seiner Mutter und vier Brüdern in der Hafenstadt Le Havre im Nordwesten Frankreichs. Zu seinem 17. Geburtstag bekam er von seinem Stiefvater seine erste Kodak-Kamera geschenkt; dies markierte den Beginn seiner Leidenschaft für die Fotografie. Er lernte, wie man Filme entwickelt und bearbeitet und fotografierte anfangs primär seine Freunde und bei festlichen Anlässen. In den 1960er Jahren zog Demarchelier nach Paris und arbeitete in verschiedenen Fotolaboren.
1975 verließ er gemeinsam mit seiner Lebensgefährtin Paris und ging nach New York. Hier arbeitete er als freiberuflicher Fotograf und entdeckte dabei schließlich die Sparte der Modefotografie für sich. Er arbeitete in dieser Zeit unter anderem mit Fotografen wie Henri Cartier-Bresson, Terry King und Jacques Guilbert zusammen. In dieser Zeit wurden auch die Modemagazine Elle und Marie Claire auf ihn aufmerksam.

## Karriere
Demarcheliers Arbeiten zierten seit den späten 1970er Jahren die Titelseiten nahezu jedes bekannten Modemagazins, u. a. die der amerikanischen, britischen und französischen Vogue. Des Weiteren waren seine Fotografien in Zeitschriften wie dem Rolling Stone, der Glamour, Vanity Fair, Elle und der Newsweek bzw. auf deren Cover (englisch für Titelseite) zu sehen.
Demarchelier fotografierte außerdem u. a. internationale Werbekampagnen für Mode- und Schmucklabels wie Dior, Louis Vuitton, Chanel, Cartier, Yves Saint Laurent, Lacoste, Calvin Klein, Ralph Lauren, Donna Karan, Longchamp und H&M.
Aber nicht nur für Mode, Accessoires und Schmuck, auch für andere Produkte schoss er berühmte Bilder: So fotografierte er 1978 beispielsweise Farrah Fawcett für ihr eigenes Shampoo, Brooke Shields 1982 für eine Kampagne ihrer Look-alike-Puppe und Talisa Soto für ein Parfüm von Calvin Klein. Auch bewarben und bewerben seine Fotos Kosmetika u. a. von Giorgio Armani, Gianni Versace, Ralph Lauren, L’Oréal, Elizabeth Arden, Revlon, Lancôme und Gianfranco Ferré; mitunter entstanden unter seiner Regie auch entsprechende Werbefilme.
Er arbeitete schon früh mit Supermodels wie etwa Cindy Crawford, Linda Evangelista, Christy Turlington, Nadja Auermann und Naomi Campbell zusammen. 1989 wurde Demarchelier außerdem eine besondere Ehre zuteil: Als erster nichtbritischer Fotograf durfte er ein Mitglied des englischen Königshauses – Prinzessin Diana – offiziell porträtieren. Diese Fotos machten ihn auch außerhalb der Modeszene international berühmt.
Seit 1992 arbeitete Demarchelier eng mit dem Magazin Harper’s Bazaar zusammen und hatte außerdem einen Vertrag mit dem Condé-Nast-Verlag.
Er brachte mehrere Bildbände auf den Markt und fotografierte auch mehrfach für den berühmten Pirelli-Kalender, wofür er auch ausgezeichnet wurde. Stars wie Charlize Theron und Demi Moore standen regelmäßig vor seiner Kamera.
Patrick Demarchelier galt als einer der berühmtesten Mode- und Werbefotografen der Welt.

## Privatleben
Demarchelier lebte zuletzt in New York. Er war verheiratet und hatte drei Kinder.

## Sonstiges
Demarchelier wird in dem 2006 erschienenen Film Der Teufel trägt Prada erwähnt, als die Chefin der RUNWAY, Miranda Priestly (Meryl Streep), ihre neue Gehilfin Andy (Anne Hathaway) fragt: „Hat Demarchelier zugesagt?“ Andy ist vollkommen verwirrt, kennt sie sich doch nicht in der Modebranche aus. Miranda möchte nun umgehend mit ihm verbunden werden. Da Andy nicht weiß, was zu tun ist, greift Mirandas erste Assistentin Emily ein, ruft sein Büro an und bestätigt Miranda: „Patrick ist dran!“
Demarchelier hatte außerdem einen Cameo-Auftritt im Film zur Serie Sex and the City.
Im Februar 2018 erhoben etwa 50 Models in der US-amerikanischen Zeitung The Boston Globe Missbrauchsvorwürfe gegen mindestens 25 Protagonisten der Modebranche, darunter auch gegen Demarchelier.